# En man, en röst, en gitarr
En man, en röst, en gitarr är det andra livealbumet av Björn Afzelius, släppt 1988.

## Låtlista
Text och musik av Björn Afzelius, om inget annat anges.
Sida ett
1. "Lex Pentagon" - 0:55
2. "Bland bergen i Glencoe" (vissling: Gunnar E Olsson) - 3:32
3. "Valet" ("Song of Choice") (Text & musik: Peggy Seeger - svensk text: Mikael Wiehe / David Platz Music Scandinavia) - 4:52
4. "Dockhemmet" - 3:58
5. "En kungens man" - 3:33

Sida två
1. "Höst (till Ann-Christine)" (Text: Afzelius - musik: Afzelius & Olle Nyberg) - 3:58
2. "Rebecca" (Text: Afzelius - musik: Afzelius & Nyberg) - 4:20
3. "Carolina" (Text: Afzelius - musik: Silvio Rodriguez) - 2:16
4. "Ljuset" - 4:51
5. "Till min kära" - 3:47
6. "Dom eviga trubadurerna" - 2:05

### Fotnoter
1. ↑  ”En man, en röst, en gitarr”. Discogs.com. http://www.discogs.com/Bj%C3%B6rn-Afzelius-En-Mam-En-R%C3%B6st-En-Gitarr/release/3448991. Läst 13 januari 2013.